# Forcipomyia macswaini
Forcipomyia macswaini är en tvåvingeart som beskrevs av Wirth 1952. Forcipomyia macswaini ingår i släktet Forcipomyia och familjen svidknott. Inga underarter finns listade i Catalogue of Life.